# Facilitatea Pieței Homan
Sediul din Piața Homan al Departamentului de Poliție din Chicago este un fost depozit al companiei Sears Roebuck & Co.⁠(d) din West Side⁠(d) a orașului. Unitatea conține atât Secția de Probă cât și Secția de Recuperare a Proprietății a departamentului. În 2015, unitatea a câștigat notorietate la nivel mondial când jurnalistul american Spencer Ackerman⁠(d) a scris o serie de articole în The Guardian comparând-o cu un site negru (ascuns) CIA. După publicare, unii activiști l-au descris drept „un loc secret de tortură”. 

## Seria The Guardian
În Februarie 2015, Ackerman a publicat o serie de articole în The Guardian, care descriu unitatea Piața Homan drept „un complex de interogatorii care nu poate fi găsit, astfel încât americanii să nu poată fi găsiți de familie sau avocați, în timp ce aceștia sunt încuiați în interiorul a ceea ce avocații consideră a fi echivalentul intern al un site negru al CIA-ului”.      Ackerman a afirmat că unitatea Piața Homan a fost „scena muncii secrete a unităților speciale de poliție”, unde „drepturile constituționale de bază” ale locuitorilor „săraci, negri și maro” din orașul Chicago au fost încălcate. Ackerman a afirmat că „Chicagoanii care ajung înăuntru nu par să aibă o înregistrare publică, care poate fi căutată, introdusă într-o bază de date care să indice unde se află, așa cum se întâmplă atunci când cineva este rezervat la o incintă. Avocații și rudele insistă că nu există nicio modalitate de a le găsi locul. Acei avocați care au încercat să obțină acces în Piața Homan sunt cel mai adesea respinși, chiar dacă clienții lor rămân în custodie în interior.” 

### NATO 3
Potrivit Chicago Tribune, serialul lui Ackerman și o mare parte din activismul online împotriva facilității Pieței Homan, au apărut inițial ca un răspuns la mai multe persoane care au fost arestate la summitul de la Chicago din 2012, care au devenit cunoscute drept „NATO 3”.  Afirmațiile conform cărora bărbații au fost considerați „dispăruți” au apărut după ce inspectorul Garry McCarthy⁠(d) a negat că au fost făcute arestări, în timp ce bărbații erau ținuți în Piața Homan.  Avocații NATO 3 au contestat tratarea clienților lor în Piața Homan și au depus o cerere pentru ca declarațiile făcute la unitatea să fie retrase ca probe de judecată.  Incidentul NATO 3 a fost un moment crucial pentru dezvoltarea reputației Pieței Homan. 

## Recepție
Caracterizarea de către Ackerman a facilității Pieței Homan ca un site negru a fost întâmpinată cu rezistență de către unii avocați ai apărării și cercetători juridici din Chicago.   Potrivit profesorului de drept de la Universitatea din Chicago, Craig Futterman, problemele descrise în articolul lui Ackerman au fost larg răspândite în orașul Chicago, mai degrabă decât să fie specifice unei singure unități. Futterman a declarat: „Dacă există un risc, cred că ridică această facilitate. Și făcând să pară că există o problemă într-o anumită stație, spre deosebire de o problemă sistemică mai largă pentru oamenii care sunt foarte vulnerabili cărora li se refuză dreptul constituțional fundamental de bază.”  Richard Dvorak, un avocat în apărare penală de multă vreme, a spus, de asemenea, că nu cunoaște probleme unice pentru Piața Homan; el a declarat: „Tot ceea ce a fost descris (în povestea Guardian) a fost ceva care se întâmplă în fiecare zi. Cred că este destul de sistemic în întreaga CPD.”  Eliza Solowiej, directorul executiv al First Defense Legal Aid a declarat: „Nu este vorba doar de această facilitate. Aceasta este o problemă la nivel de oraș.” 
Ca răspuns la serialul The Guardian, Departamentul de Poliție din Chicago a negat orice faptă greșită.  Într-o declarație, Departamentul a declarat: „CPD respectă toate legile, regulile și liniile directoare referitoare la orice interviu cu suspecții sau martori, în Piața Homan sau în orice altă unitate CPD. Dacă avocații au un client reținut în Piața Homan, la fel ca orice altă unitate, li se permite să vorbească și să-i viziteze. De asemenea, găzduiește Secțiunea Proprietății Recuperate de Probe a CPD, unde publicul poate revendica proprietăți inventariate. Există întotdeauna înregistrări ale oricărei persoane care este arestată de CPD, iar acest lucru nu este diferit în Piața Homan.”  Unii avocați ai apărării din Chicago, totuși, au categorizat acest răspuns „de râs” , unul care a afirmat: „Negarea pe care a făcut-o purtătorul de cuvânt al poliției a fost mult peste cap și nejustificată, deoarece știm din acele cazuri de terorism că au existat abuzuri. Dacă este sau nu un complot (site-ul negru)? OK, s-ar putea să fiu sceptic în privința asta.” 

## Reparațiile din cauza lui Burge
În 2015, în timp ce Chicago se confrunta cu presiunea activiștilor rezultată din indignarea față de raportarea Pieței Homan și uciderea lui Laquan McDonald, orașul sub primarul Rahm Emanuel⁠(d) a anunțat un acord de reparații pentru supraviețuitorii din anii 1970 ai torturii și detenției sub comanda fostul comandant al poliției din Chicago, Jon Burge⁠(d) .   Acordul a inclus un fond de 5,5 milioane de dolari pentru supraviețuitorii torturii, școlarizare gratuită pentru supraviețuitori și familiile acestora, un memorial și includerea cazurilor de tortură în cursurile de istorie pentru elevii de clasele a VIII-a și a X-a din districtul școlar din Chicago. O coaliție de activiști din Chicago, inclusiv Project NIA și We Charge Genocide, au fost principalii susținători ai înțelegerii.